# 森下じんせい
森下 じんせい（もりした じんせい、1969年3月12日 - ）は、日本の俳優。兵庫県出身。リコモーション所属。血液型はB型。旧芸名は森下 じんたん。趣味は野球。

## 人物・略歴
かつて、国木田かっぱの劇団「かっぱのドリームプラザーズ」に所属。
製薬会社の「森下仁丹」からクレームがあったため、芸名を「じんたん」から「じんせい」に改名した。

## 出演

### テレビドラマ
- ワタナベ（1993年、関西テレビ） - ワタナベ ※主演
- 学校の怪談 第10話「絶叫ハイスクール」（1994年3月18日、関西テレビ）
- 連続テレビ小説「ふたりっ子」（1996年、NHK） - 警察官
- 暴れん坊将軍X（2000年、テレビ朝日 / 東映） - 南町同心・秋月敬之進 役
- パノラマ電波横丁 パンチ・デ・ニーロ（2001年、毎日放送）
- ウルトラマンコスモス 第8話「乙女の眠り」（2001年、MBSテレビ） - 大森登 役
- 水曜女と愛とミステリー「京都・琵琶湖・神戸　迷宮の旅情サスペンス　不連続線」（2002年2月27日、テレビ東京）
- 関西テレビ開局45周年記念「痛快エブリデイを抹殺せよ!?」（2004年3月21日、関西テレビ）
- 京都地検の女 第2シリーズ 第8話「娘に捨てられた検事…殺意の逃走経路の謎!!」（2005年3月10日、テレビ朝日）
- 横山やすしフルスロットル2　〜阿波鳴門純愛物語〜（2005年3月21日、関西テレビ）
- 新春ワイド時代劇「天下騒乱〜徳川三代の陰謀」（2006年1月2日、テレビ東京）
- よろず刑事（2006年、ABC / 東通企画） - 店長・佐野 役
- 関ジャニ∞ 冬休みドラマSP「ダイブ・トゥ・ザ・フューチャー」（2006年12月27日、関西テレビ）
- 土曜ワイド劇場「京都殺人案内 第30回スペシャル〜音川刑事玄界灘を渡る!京都―有田・伊万里―韓国プサン!」（2007年12月15日、ABC）
- 幻十郎必殺剣 第6話「消えた逃亡者」（2008年2月29日、テレビ東京）
- 関西テレビ開局50周年記念ドラマ「ありがとう、オカン」（2008年10月7日、関西テレビ）
- テレビ大阪 特別ドラマ「星降る町のわすれもの」（2010年3月22日、テレビ大阪）
- 土曜ワイド劇場「天才刑事・野呂盆六5 富山・宇奈月温泉復讐殺人!」（2010年6月12日、ABC・松竹）
- 春のヒューマンドラマSP「奇跡のホスピス」（2012年3月28日、毎日放送）
- 遺留捜査 第5シリーズ（2018年、テレビ朝日） - 青山亘 役
- 連続テレビ小説（NHK）
  - カーネーション  (2012年3月22日)
  - まんぷく（2019年2月26日） - 小此木一夫 役
  - 舞いあがれ!（2023年） - 仙波和樹 役
- 執事 西園寺の名推理 第2シリーズ（2019年、テレビ東京） - 堀井泰明 役
- 科捜研の女（テレビ朝日）
  - 第4シリーズ（2002年） - 藤尾隆 役
  - 第19シリーズ（2019年） - 広辺誠児 役
- 孤独のグルメ Season6 第1話（2017年4月8日、テレビ東京） - 甘辛屋の大将 役
- CODE-願いの代償- 第1話（2023年7月2日、読売テレビ・日本テレビ） - SBDエレベータの社員 役
- 下剋上球児（2023年10月15日 - 12月17日、TBS） - 和辻 役
- D&D〜医者と刑事の捜査線〜 第4話（2024年11月8日、テレビ東京） - 佐野 役
- テレビ熊本ドキュメンタリードラマ 郷土の偉人シリーズ 第32作『夏目漱石〜吾輩が愛した肥後の国より〜』（2025年1月19日、テレビ熊本）[1]
- 恋は闇 第2話（2025年4月23日、日本テレビ） - 中畑一葉の父 役[2]
- イグナイト -法の無法者- 第9話（2025年6月13日、TBS） - 田村弁護士 役[3]
- 最後の鑑定人 第3話（2025年7月23日、フジテレビ） - 裁判官 役[4]

### 舞台
- かっぱのドリームブラザーズ　1988年以降、全ての作品に出演。
- 「女ひとり　ミヤコ蝶々物語」松竹座、御園座
- 「小鹿物語」
- ルーキーコントライブ「コントでGO！GO！」
- リリパット・アーミー
  - 「ベイビーさん」
  - 「天下御免の馬侍」
  - 「アカプルコの薔薇」
  - 「天外奇譚」
- 人情喜劇の会「たぬき酒」
- かわら長介レインボー公演「祭の極」
- HEP HALLプロデュース「ケツパン」
- 転球劇場「Jack」

### CM
- カンペハピオ
- HONDAキャンペーン
- 小僧寿司チェーン　シリーズ
- エスフーズ「こてっちゃん」
- ケイ・オプティコム「eoホームファイバー」